# Roberto Ariel Ivovich
Roberto Ariel Ivovich (Río Gallegos, 18 de febrero de 1974) es un contador y político argentino. Fue ministro de Economía y Jefe de Gabinete de la provincia de Santa Cruz durante la gobernación de Daniel Peralta.

## Historia
Nacido en Río Gallegos el 18 de febrero de 1974, Roberto Ariel es hijo de Marta Prinos y Roberto Luis Ivovich (1949-2004), quien fuera Intendente de las localidades santacruceñas de Río Turbio y 28 de noviembre en el período 1983-1987.
Se recibió de perito mercantil en el Colegio Secundario Nro 12 "Mario Castulo Paradelo" de la localidad de 28 de noviembre. En 1992 partió a Córdoba, donde cursó sus estudios superiores en la Facultad de Ciencias Económicas de la Universidad Nacional de esa ciudad, recibiéndose en febrero de 1998 como Contador Público Nacional.
En 1999 regresa a su provincia y se establece en El Calafate, donde inaugura su propio estudio contable, "Ivovich & Asociados" hasta que en diciembre de 2011, tras una fuerte crisis económica e institucional de la provincia, el gobernador Daniel Peralta lo nombra Ministro de Economía y Obras Públicas y en 2012, Director Titular en representación de Santa Cruz en YPF.
Tras una ardua tarea en el saneamiento de las cuentas provinciales, en febrero de 2013, asume como Jefe de Gabinete de Ministros de Santa Cruz hasta mayo de 2014, donde luego de denunciar desvío de fondos para un supuesto intento de reelección del gobernador, renuncia a su cargo en un momento de alta popularidad que lo plantearía como posible candidato a la gobernación de cara a las elecciones de 2015.